# Bonstetten (Bavière)
Pour les articles homonymes, voir Bonstetten (homonymie).
Bonstetten est une commune allemande de Bavière située dans l'arrondissement d'Augsbourg et le district de Souabe.

## Géographie

Situation de Bonstetten (en rouge) dans l'arrondissement d'Augsbourg et dans la communauté administrative de Welden (en violet)

Bonstetten est située dans le parc naturel d'Augsbourg-Westliche Wälder, sur les pentes sud du Stauffenberg (577 m d'altitude), sur la rivière Laugna, sous-affluent du Danube par la Zusam, à 21 km au nord-ouest d'Augsbourg.
La commune fait partie de la communauté d'administration de Welden.
Communes limitrophes (en commençant par le nord et dans le sens des aiguilles d'une montre) : Emersacker, Heretsried, Gersthofen, Adelsried et Welden.

## Histoire
La première mention écrite de Bonstetten date de 1063. Au XIIe siècle, le village passe dans l'orbite du monastère St Ulrich et Afra d'Augsbourg. Il y restera jusqu'à la sécularisation de 1803 et à son incorporation dans le royaume de Bavière.
Bonstetten a appartenu à l'arrondissement de Zusmarshausen jusqu'à sa disparition en 1925.

## Démographie
| 1840 | 1871 | 1900 | 1910 | 1925 | 1933 | 1939 | 1950 | 1961 |
| ---- | ---- | ---- | ---- | ---- | ---- | ---- | ---- | ---- |
| 366  | 376  | 383  | 400  | 401  | 391  | 404  | 583  | 475  |

| 1970 | 1987 | 2000  | 2005  | 2009  | - | - | - | - |
| ---- | ---- | ----- | ----- | ----- | - | - | - | - |
| 571  | 939  | 1 103 | 1 226 | 1 203 | - | - | - | - |